# リチャード・ドイル
リチャード・ドイル（Richard "Dickie" Doyle、Dickieは愛称、1824年9月18日 – 1883年12月10日）はアイルランド人の両親を持つ、イギリスのイラストレーターである。ファンタジーや童話シリーズの書籍の挿絵画家として成功し、ロンドンで出版された風刺漫画雑誌「パンチ」の表紙絵なども描いた。シャーロック・ホームズシリーズの作者、アーサー・コナン・ドイルの伯父である。

## 略歴
ロンドンのCambridge Terraceで生まれた。父親のジョン・ドイルはダブリンうまれの画家で、1822年にアイルランド生まれの妻とロンドンに移ってきて、後に「H.B.」のペンネームで風刺画家として有名になった。7人兄弟の一人で、兄に画家になったジェームズ・ドイル(James William Edmund Doyle:1822-1892)、弟にアイルランド国立美術館の館長を務めた画家のヘンリー・エドワード・ドイル(Henry Edward Doyle: 1827–1892)やアーサー・コナン・ドイルの父親で画家のチャールズ・ドイル(Charles Altamont Doyle: 1832–1893)がいる 。
父親のスタジオで父親の仕事を見ていた以外に公的な美術教育を受けていなかったが幼い頃から、幻想的な絵画を描く才能をみせ、12歳の時には画集を自ら制作していて、この画集はリチャード・ドイルの没後の1887年に出版された。
1840年に出版された中世を舞台にした娯楽本「The Eglinton Tournament」の挿絵が始めて出版された作品となり、この書籍は商業的に成功した。ジョン・リーチ(John Leech: 1817-1864) やクラークソン・フレドリック・スタンフィールド(Clarkson Frederick Stanfield: 1793-1867)といった画家と、チャールズ・ディケンズの「クリスマス・ブック」の「The Chimes」(1844)、「The Cricket on the Hearth」(1845)、「The Battle of Life 」(1846)」の挿絵を描いた。
1846年に出版されたグリム童話の英訳本の「The Fairy Ring」の挿絵でファンタジーのイラストレータとして評価され、1849年からアンソニー・モンタルバが編集した童話のシリーズ「Fairy Tales from All Nations」でも成功をおさめ、その後も多くのファンタジー作品などの挿絵を描いた。
1841年に創刊された風刺漫画雑誌「パンチ」のために1843年から働き、1954年まで使用された表紙を描き、多くのカリカチュアも描いたが  カトリック教徒であったドイルは1850年に教皇に対して雑誌が批判的な立場を取ったのに反対して、「パンチ」の仕事を辞めた。

## 作品

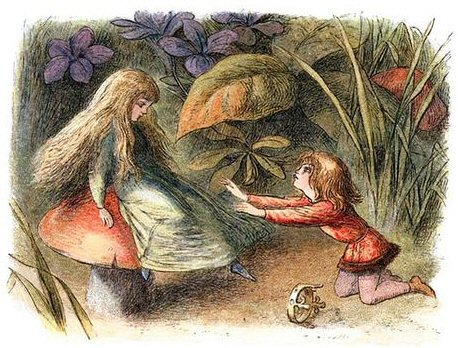
「Princess Nobody」挿絵
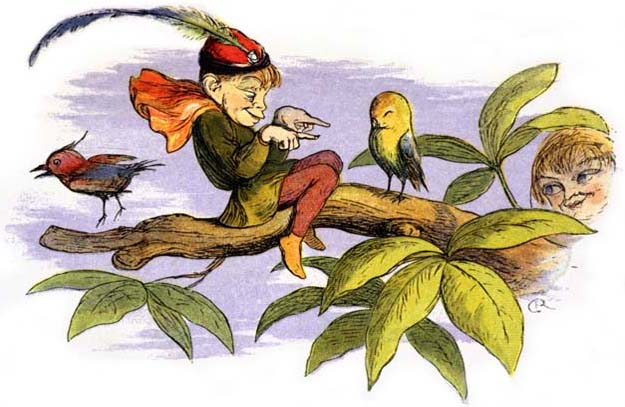
Poor little birdie teased
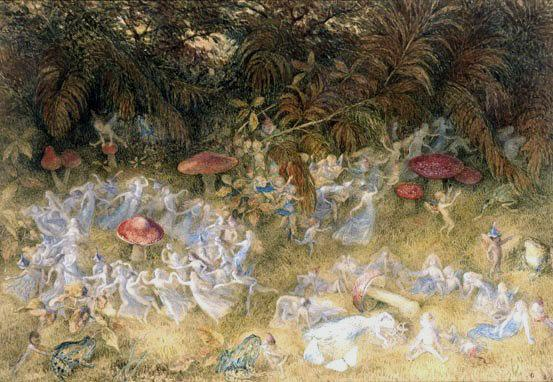
Fairy Rings and Toadstools挿絵原画
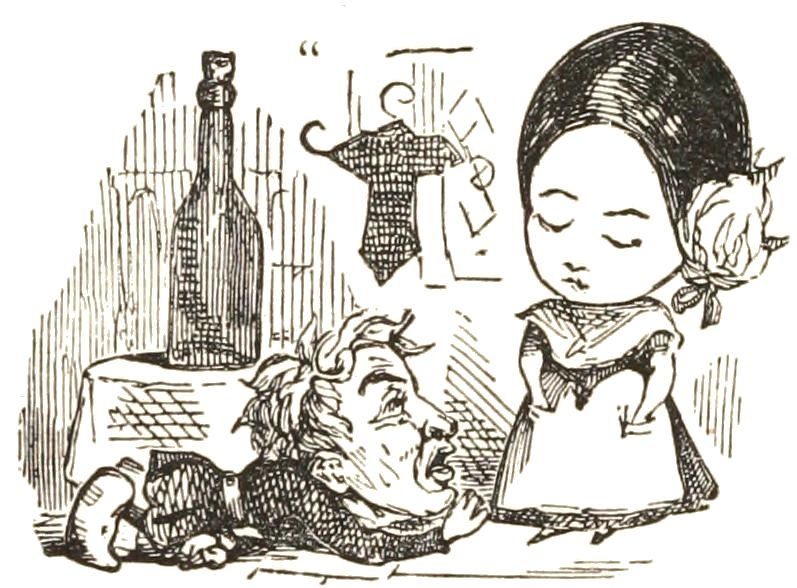

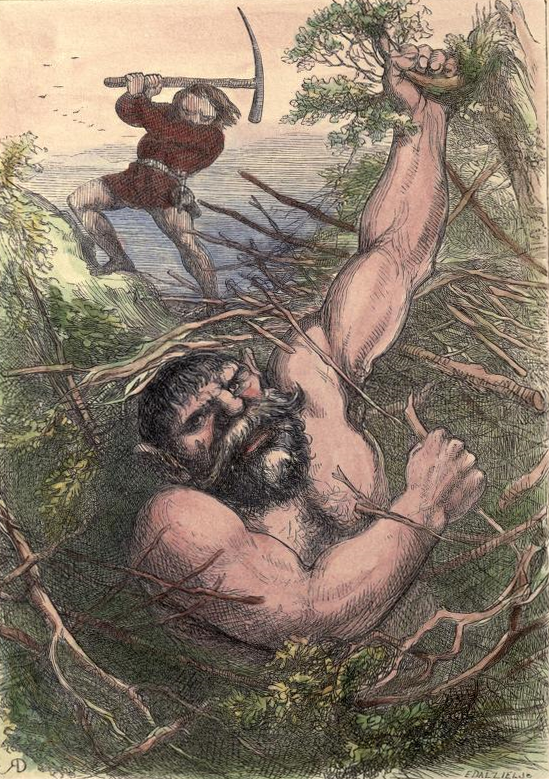
「Jack and the Giant」挿絵
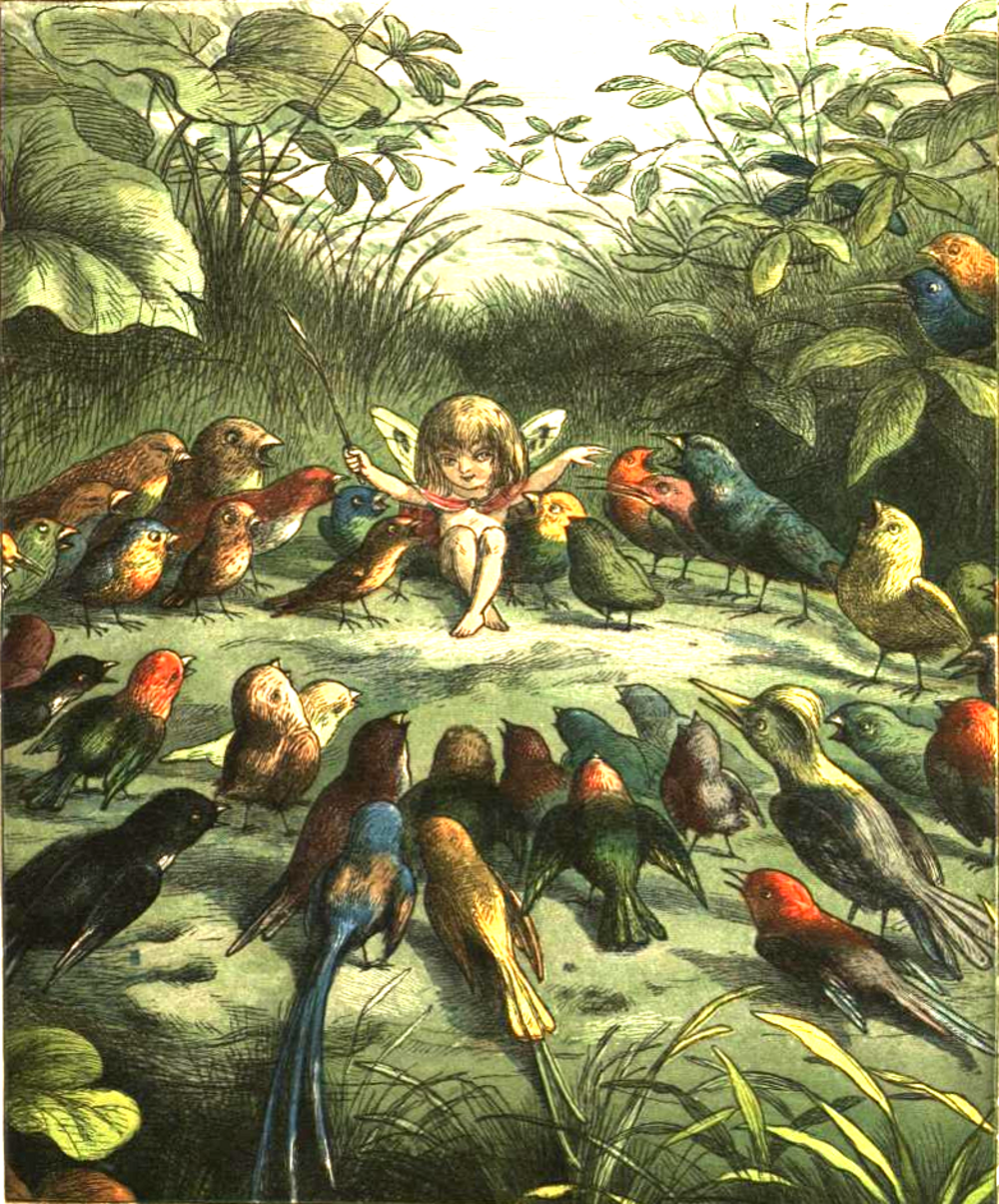
「Princess Nobody」挿絵
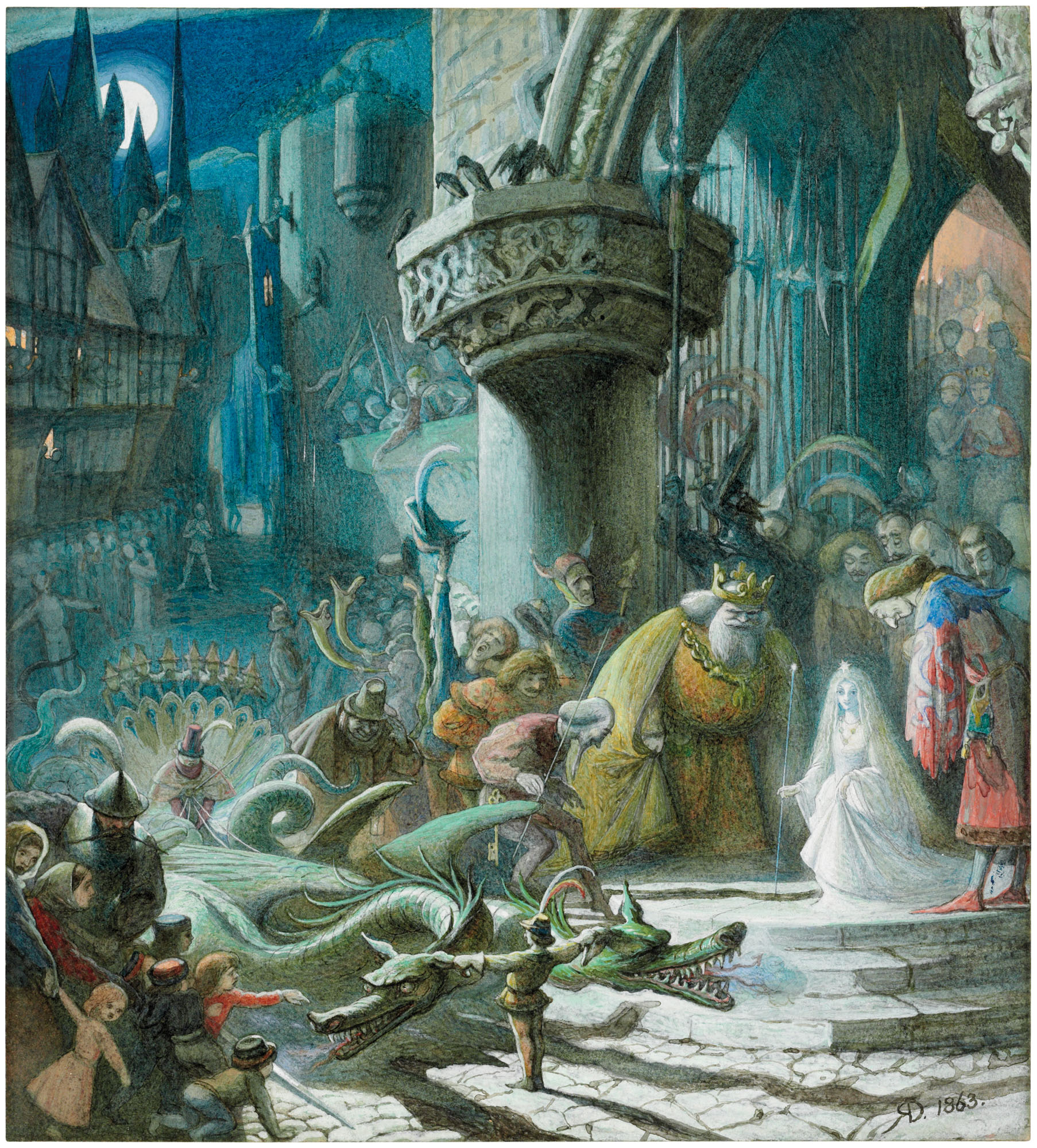
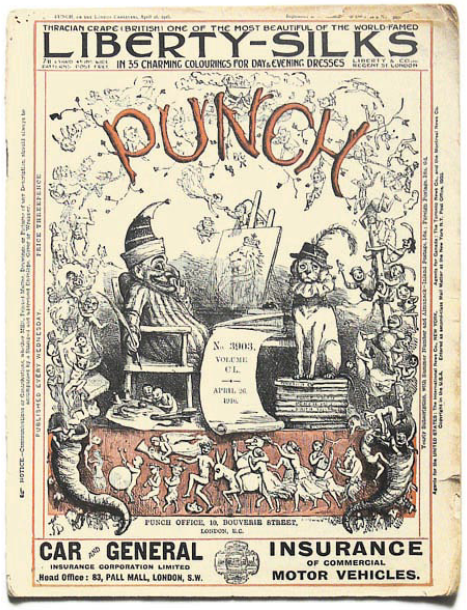
パンチ表紙絵